# K6 (hora)
K6 (také Baltistan Peak) je hora vysoká 7 282 m n. m. v pohoří Karákóram v Pákistánu. Hora má dva pobočné vrcholy, 7 130 m vysoký centrální vrchol a 7 100 m vysoký západní vrchol. Hora Link Sar (7 041 m) leží 5 km severovýchodně od K6.

## Prvovýstup
Prvovýstup provedli 17. července 1970 horolezci Eduard Koblmüller, Gerhard Haberl, Christian von der Hecken a Gerd Pressl z rakouské expedice. Druhý pokus o výstup ostatních členů expedice selhal kvůli počasí.